# تفتيلة (مقاطعة ديواندرة)
تفتيلة (بالفارسية: تفتیله) هي قرية تقع في قسم حسين‌آباد الشمالي الريفي (مقاطعة ديواندرة) في إيران. يقدر عدد سكانها بـ 117 نسمة بحسب إحصاء 2016.